# 케빈 마이클 리처드슨
케빈 마이클 리처드슨(Kevin Michael Richardson, 1964년 10월 25일 ~ )은 미국의 배우이다.

## 영화
- 보험 걸린 사나이
- 과거 속의 음모
- 해결사 스튜어트
- 스파이 하드
- 바운드 (1996년 영화)
- 베이스켓볼
- 매트릭스 3: 레볼루션
- 점원들 2

## 텔레비전
- 매드 어바웃 유
- ER (드라마)
- 미래에서 온 필
- 말콤네 좀 말려줘
- 내가 그녀를 만났을 때

## 애니메이션 영화
- 모탈 컴뱃 (1995년 영화)
- 파워퍼프걸 영화
- 쏜베리의 가족 탐험대 - 극장판
- 매트릭스 3: 레볼루션
- 붉은 돼지
- 폼포코 너구리 대작전
- 빨간 모자의 진실
- 와일드 (2006년 영화)
- 게드전기: 어스시의 전설
- 엘라의 모험: 해피엔딩의 위기
- 닌자 거북이 TMNT
- 스타워즈: 클론 전쟁 (영화)
- 트랜스포머: 패자의 역습
- 공주와 개구리
- 존은 끝에 가서 죽는다
- 스타트렉 다크니스
- 스트레인지 매직
- 스폰지밥 3D
- 마이펫의 이중생활
- 트랜스포머: 최후의 기사
- 트롤: 월드 투어
- 슈퍼 마리오 브라더스 (영화) - 마귀 역
- 쿵푸팬더 4 - 코끼리 사부 역

## VOD 및 텔레비전 영화
- 앨빈과 프랑켄슈타인
- 애니매트릭스
- 배트맨: 배트우먼의 수수께끼
- 뮬란 2
- 톰과 제리: 보물섬 대소동
- 배트맨: 고담 나이트
- 인어 공주 3
- 부그와 엘리엇 2
- 랜덤! 카툰스
- 티미네이터
- 단테스 인페르노
- 배트맨: 언더 더 레드 후드
- 피니와 퍼브 무비: 2차원을 넘어서
- 저스티스 리그: 플래시포인트 패러독스
- 트랜스포머 프라임 비스트헌터: 프레데콘 라이징
- 팅커벨 5: 해적 요정
- 레고 DC 코믹스: 배트맨 스페셜: 사라진 저스티스 리그를 구하라!
- 라푼젤 끝나지 않은 이야기
- 배트맨과 할리 퀸

## 애니메이션
- 마스크 (애니메이션 시리즈)
- 요술고양이 펠릭스
- 왓 어 카툰!
- 러그래츠
- 덱스터의 실험실
- 애니매니악스
- 캣독
- 뉴 배트맨 어드벤처스
- 파워퍼프걸
- 패밀리 가이
- 죠니 브라보
- 고질라 (애니메이션)
- 더 프라우드 패밀리
- 티미의 못말리는 수호천사
- 네모바지 스폰지밥
- 킴 파서블
- 하우스 오브 마우스
- 암호명: 이웃집 아이들
- 덕 다저스
- 틴 타이탄
- 천재소년 지미 뉴트론
- 대니 팬텀
- 더 배트맨 (애니메이션)
- 슈퍼 로봇 몽키
- 아메리칸 대드!
- 아바타: 아앙의 전설
- 상상 속 친구들의 모험
- 아메리칸 드래곤: 제이크 롱
- 분덕스 (애니메이션)
- 냠냠 차우더
- 벤 10: 에일리언 포스
- 이상한 바다의 플랩잭
- 마다가스카의 펭귄
- 배트맨 더 브레이브
- 랜덤! 카툰스
- 울버린과 엑스맨
- 피니와 퍼브
- 슈퍼 히어로 스쿼드
- 더 클리브랜드 쇼
- 심슨 가족
- 블랙 팬서 (애니메이션)
- 핀과 제이크의 어드벤처 타임
- 스타워즈: 클론 전쟁 (2008년 애니메이션)
- 트랜스포머 프라임
- 어벤저스: 지구 최강의 영웅들
- 루니 툰 - 벅스 버니와 대피 덕
- 쿵푸 팬더: 전설의 마스터
- 그린 랜턴 (애니메이션)
- 코라의 전설
- 괴짜가족 괴담일기
- 얼티밋 스파이더맨 (애니메이션)
- 돌연변이 특공대 닌자 거북이
- 벤 10: 옴니버스
- 몬스터 vs 에이리언 (TV 시리즈)
- 틴 타이탄 GO!
- 어벤져스 어셈블
- 완다가 간다
- 엉클 그랜파
- 하이호! 일곱난쟁이
- 블레이즈와 몬스터 머신
- 줄리언 대왕 만세
- 펜 제로: 파트타임 히어로
- 레귤러 쇼
- 스티븐 유니버스
- 트랜스포머 어드벤처
- 릭 앤 모티
- 뉴 루니 툰
- 가디언즈 오브 갤럭시 (애니메이션)
- 라이온 수호대
- 그때 그 시절 패밀리
- 마일로 머피의 법칙
- DC 슈퍼히어로 걸스
- 프린세스 스타의 모험일기
- 줄리언 대왕 만세
- 퍼피독 친구들
- 트롤: 더 비트 고즈 온!
- 뻔슨은 야수
- 보스 베이비: 돌아온 보스
- 빅 히어로 시리즈
- 레고 스타워즈
- 썸머 캠프 아일랜드
- 신비한 개구리 나라 앰피비아
- 스쿠비 두, 게스 후?
- DC 슈퍼히어로 걸스 (텔레비전 프로그램)
- 로봇 치킨
- 썸머 캠프 아일랜드
- 아울 하우스

## 비디오 게임
- 폴아웃 2
- 발더스 게이트 (비디오 게임)
- 발더스 게이트 II: 섀도스 오브 암
- 크래쉬 밴디쿳: 마왕의 부활
- 메탈 기어 솔리드 2: 선즈 오브 리버티
- 스타워즈: 갤럭틱 배틀 그라운드
- 킹덤 하츠 (비디오 게임)
- 엔터 더 매트릭스
- 스타워즈: 구공화국의 기사단
- 트루 크라임: 스트리트 오브 LA
- 헤일로 2
- 킹덤 하츠 2
- 킹덤 하츠 버스 바이 슬립
- 스타워즈: 구공화국
- 킹덤 하츠 3D: 드림 드롭 디스턴스
- 엘더스크롤 온라인
- 월드 오브 워크래프트: 드레노어의 전쟁군주
- 히어로즈 오브 더 스톰
- 크래쉬 팀 레이싱: 니트로 퓨얼드

## 목소리 출연작
- 트랜스포머 애니메이티드 - 오메가 슈프림
- 트랜스포머 프라임 - 벌크헤드
- 트롤: 월드 투어 - 미스터 딩클스 / 그롤리 피트 / 시드 프레트